# Chlorogomphus sachiyoae
Chlorogomphus sachiyoae is een echte libel (Anisoptera) uit de familie van de Chlorogomphidae.
De wetenschappelijke naam van de soort werd in 1995 gepubliceerd door Karube.